# Мурильо, Кристина
Кристина Мурильо Руис (исп. Christina Murillo Ruiz, 28 января 1993 года, Охай, США) — мексиканская футболистка, защитник клуба «Гинтра Университетас» и сборной Мексики. Участница чемпионата мира 2015 года.

## Карьера
На протяжении четырёх лет, с 2011 по 2015 год, выступала за «Мичиган Волверинс», команду Университета штата Мичиган. Сезон 2014 года пропустила, находясь в расположении национальной команды и готовясь к участию в чемпионате мира 2015 года.
Являлась капитаном команды и входила в символическую сборную конференции Big Ten.
В апреле 2016 года подписала контракт с клубом WPSL «Мотор Сити».
В августе 2017 года подписала контракт с литовским клубом «Гинтра Университетас».